# Albina/Mississippi megállóhely
Albina/Mississippi megállóhely a Metropolitan Area Express sárga vonalának, valamint a TriMet autóbuszainak megállója az Oregon állambeli Portlandben, a Lower Albina ipari negyed és az Emanuel Hospital közelében.

## Elhelyezkedése
Az Interstate sugárút és az északi Albina utca kereszteződésében elterülő megálló középperonos kialakítású. A megállót eredetileg a Russel utcához tervezték, de a Union Pacific Railroad szerint az Albina kocsiszínhez behajtó tehergépjárművek és az ott áthaladó gyalogosok túlzottan zavarnák egymást. Az állomás műtárgyai az egykori Albina városában a második világháború után aktív dzsesszkultúrát elevenítik fel.

## Autóbuszok
- 35 – Macadam/Greeley (University of Portland◄►Oregon City Transit Center)[2]
- 85 – Swan Island (Basin Road◄►Rose Quarter Transit Center)[3]

| Előző állomás                                |  | Metropolitan Area Express |  | Következő állomás                    |
| -------------------------------------------- |  | ------------------------- |  | ------------------------------------ |
| Interstate/Rose Quartertovább PSU South felé |  | Sárga vonal               |  | Overlook Parktovább Expo Center felé |

## Fordítás
- Ez a szócikk részben vagy egészben  az   Albina/Mississippi MAX Station című angol Wikipédia-szócikk ezen változatának fordításán alapul.  Az eredeti cikk szerkesztőit annak laptörténete sorolja fel. Ez a jelzés csupán a megfogalmazás eredetét és a szerzői jogokat jelzi, nem szolgál a cikkben szereplő információk forrásmegjelöléseként.